# Italiana
Italiana — тридцать шестой студийный альбом итальянской певицы Мины, выпущенный в 1982 году на лейбле PDU.

## Об альбоме
Альбом содержит большое число лирических песен, аранжированных в мягком, свойственном певице стиле. Для альбома певица записала кавер-версию песни «Sweet Transvestite» из кинофильма «Шоу ужасов Рокки Хоррора», а также итальянскую версию песни «Qualquer coisa» бразильского певца Каэтану Велозу, которая получила название «Marrakesh». Песни «Il Cigno Dell’Amore» и «Senza Fiato» были позднее переведены на турецкий язык и исполнены певицей Аждой Пеккан.
Альбом записывался на новой студии PDU в Лугано.
Оформление альбома создал Мауро Балетти. Изначально у команды оформителей было туманное представление о том, как будет выглядеть обложка, была идея создать подобие золотой маски Тутанхамона. В итоге были сделаны чёрно-белые фото, которые были раскрашены, изображая маску. Другой вариант оформления, изображающий нарисованные глаза певицы в технике аэрографии, использовался в рекламных роликах альбома для ТВ.

## Коммерческий приём
В качестве сингла с альбома была выпущена песня «Morirò per te» с «Oggi è nero» на оборотной стороне. Сингл занял 21 место в еженедельном рейтинге и 93 место в годовом рейтинге. Продажи альбома были меньшими по сравнению с предыдущими альбомами Мины. В еженедельном рейтинге альбом поднялся до 6 места, в итоговом — до 36 места.

## Список композиций
| №  | Название                 | Автор(ы)                             | Длительность |
| -- | ------------------------ | ------------------------------------ | ------------ |
| 1. | «Magica follia»          | Андреа Ло Веккьо                     | 3:54         |
| 2. | «Il cigno dell’amore»    | Ансельмо Дженовезе                   | 4:21         |
| 3. | «Perfetto non so»        | Андреа Ло Веккьо, Чельсо Валли       | 3:58         |
| 4. | «Per averti qui»         | Массимилиано Пани, Валентино Альфани | 4:33         |
| 5. | «Ti dimentichi di Maria» | Массимилиано Пани, Чельсо Валли      | 3:32         |
| 6. | «Già visto»              | Массимилиано Пани, Чельсо Валли      | 5:12         |
| 7. | «Morirò per te»          | Джанкарло Бигацци, Маурицио Пикколи  | 4:20         |
| 8. | «O qué será»             | Луис Гомес Эсколар, Шику Буарки      | 5:24         |
| 9. | «Sapori di civiltà»      | Массимилиано Пани, Валентино Альфани | 4:54         |

| №  | Название                     | Автор(ы)                                  | Длительность |
| -- | ---------------------------- | ----------------------------------------- | ------------ |
| 1. | «Mi piace tanto la gente»    | Карла Вистарини, Нэт Кипнер, Луиджи Лопес | 5:32         |
| 2. | «Sweet Transvestite»         | Ричард О’Брайэн                           | 4:27         |
| 3. | «Senza fiato»                | Освальдо Миккече, Ансельмо Дженовезе      | 4:02         |
| 4. | «La vita vuota»              | Лучио Тунези, Чезаре Ротондо              | 3:41         |
| 5. | «Marrakesh (Qualquer coisa)» | Кристиано Мальджольо, Каэтану Велозу      | 3:07         |
| 6. | «It’s Your Move»             | Нэт Кипнер, Луиджи Лопес                  | 5:11         |
| 7. | «Musica d’Argentina»         | Массимилиано Пани, Чельсо Валли           | 4:36         |
| 8. | «Caro qualcuno»              | Серджо Бардотти, Умберто Бинди            | 5:06         |
| 9. | «Oggi è nero»                | Массимилиано Пани, Валентино Альфани      | 5:10         |

## Чарты
| Чарт (1982)              | Высшая позиция |
| ------------------------ | -------------- |
| Италия (Musica e dischi) | 6              |

| Чарт (1982)              | Позиция |
| ------------------------ | ------- |
| Италия (Musica e dischi) | 36      |